# Blepharita insulicola
Blepharita insulicola är en fjärilsart som beskrevs av Rudolf Pinker 1965. Blepharita insulicola ingår i släktet Blepharita och familjen nattflyn. Inga underarter finns listade i Catalogue of Life.